# František Josef Kinský (1879–1975)
František Josef hrabě Kinský z Vchynic a Tetova (celým jménem německy Maria Franz Joseph Aloysius Ignatius von Nepomuk Paschalis Graf Kinsky von Wchinitz und Tettau; 11. května 1879 Kostelec nad Orlicí – 1. září 1975 Kostelec nad Orlicí) byl český šlechtic z rodu Kinských, držitel čestného úřadu císařského a královského komořího. Byl aktérem a signatářem deklarací české šlechty v letech 1938 a 1939, po komunistickém puči v roce 1948 neemigroval.

## Život

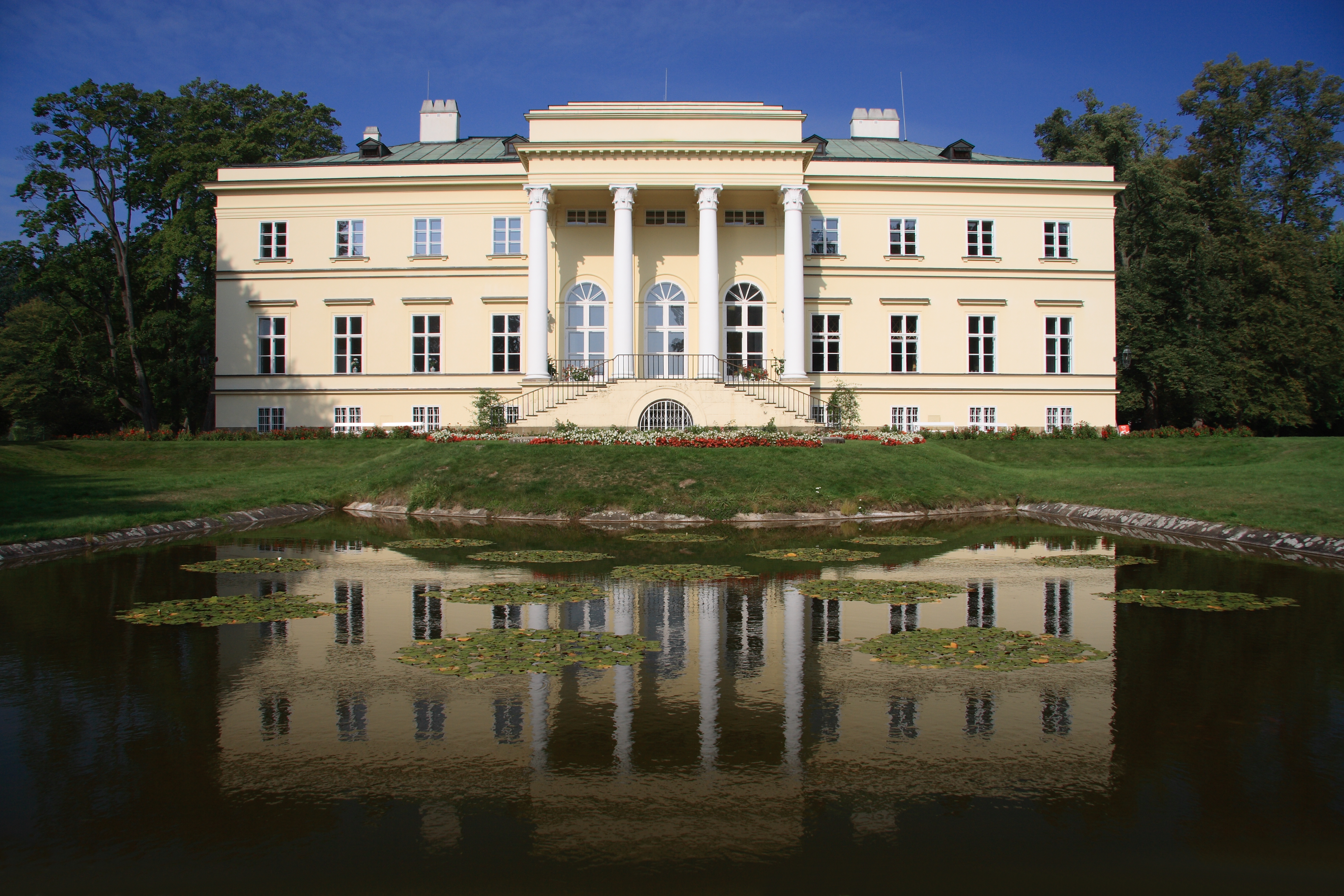
Zámek v Kostelci nad Orlicí

Narodil se 11. května 1879 na rodovém zámku v Kostelci nad Orlicí jako syn politika Bedřicha Karla Kinského (1834–1899) a jeho manželky Žofie Marie z Mensdorff-Pouilly (1845–1909). Měl čtyři sestry. Byl protiněmecky založený, narodil se třináct let po bitvě u Hradce Králové, ve které Prusko porazilo Rakousko. Po otci zdědil statek Kostelec nad Orlicí se zámkem. O řízení velkostatku se však osobně nestaral.
V roce 1938 byl mluvčím delegace české šlechty, která se před podpisem mnichovské dohody dostavila 17. září 1938 na Pražský hrad k prezidentu Edvardu Benešovi. Přečetl tam Prohlášení příslušníků českých rodů vyjadřující podporu celistvosti republiky a obdobnou roli měl i 24. ledna 1939 při audienci u prezidenta Emila Háchy. V září 1939 pak podepsal Národnostní prohlášení české šlechty. V roce 1941 byla na jeho majetek uvalena vnucená správa.
Za války byl na podzim roku 1943 zatčen gestapem, vyslýchán v Pečkárně a šest měsíců vězněn v Praze a pak v Gollnowě v blízkosti Štětína. Třikrát po sobě dostal zápal plic. V červenci 1944 byl propuštěn poté, co se manželka silně angažovala a prosila o přímluvu u známých.
I po roce 1948 zůstal v Československu. V roce 1949 byl majetek rodu zestátněn, směli však bydlet ve dvou místnostech na zámku v Kostelci nad Orlicí. V roce 1951 byl František Kinský s manželkou vystěhován úplně. Bydlení si našel na faře v Kostelci, kde žil i po smrti své manželky až do roku 1975. Zámek se stal pracovištěm výzkumného ústavu živočisné výroby s chovem prasat.
Měl vysokou dvoumetrovou postavu a ráčkoval. Sbíral známky, militancie – uniformy a obrazy s vojenskými scénami. Také rád ministroval v kostele. Zajímal se o historii a rád četl.
Zemřel ve věku 96 let, zádušní mše se konala v kostele v Kostelci nad Orlicí. Tělo bylo uloženo do rodinné hrobky  v Budenicích. Pohřeb byl za dohledu komunistické Státní bezpečnosti.

## Rodina
Ve Vídni se oženil 19. května 1908 s Marií Paulinou hraběnkou Bellegarde (13. 12. 1888 Maribor – 30. 7. 1953 Kostelec nad Orlicí), dcerou dlouholetého císařského nejvyššího kuchmistra Augusta Bellegarda a jeho manželky Henrietty Larischové z Moennichu. Manželka byla dámou Řádu hvězdového kříže (1908) a palácovou dámou. Měla zdravotní problémy se srdcem. Interiéry kosteleckého zámku zařídila biedermeierovským nábytkem. Narodily se jim následující děti:
- 1. Marie Žofie (24. 2. 1909 Kostelec nad Orlicí – 26. 10. 1992 zámek Assen, Lippetal)
  - ⚭ (28. 7. 1931 Kostelec nad Orlicí) Christoph-Bernhard von Galen (11. 1. 1907 Bonn – 1. 2. 2002 zámek Assen)
- 2. Maria Bedřich Karel (3. 3. 1911 Kostelec nad Orlicí – 14. 12. 1999 Sassenberg, Vestfálsko), ornitolog. Po emigraci žil na Novém Zélandu a později ve Velké Británii[6]
  - ⚭ (14. 7. 1937  Merano) Camilla von Pourtalès (15. 5. 1914 Haag – 31. 1. 1988 Twickenham, Londýn)
- 3. Maria Alfons (29. 9. 1912 Kostelec nad Orlicí – 2. 9. 1998 Villeneuve, Švýcarsko), zastupoval ocelářskou firmu, žil střídavě v Kanadě a ve Velké Británii[6]
  - ⚭ (27. 6. 1953 Grayshott, Hampshire, Anglie)  Monique Bohn (25. 2. 1927 Paříž – ?)
- 4. Maria Josef (19. 11. 1913 Kostelec nad Orlicí – 14. 3. 2011 Kostelec nad Orlicí)
  - ⚭ (13. 3. 1947 Trenčín) Bernadette Merveldtová (29. 12. 1922 Lázně Bělohrad – 14. 2. 2016 Kostelec nad Orlicí)
- 5. Maria František Antonín (15. 3. 1915 Kostelec nad Orlicí – 16. 12. 1993 Charleston, Indiana, USA), emigroval do Spojených států amerických[6]

Dcera Žofie se provdala do Německa v roce 1931, synové Bedřich, Alfons a František emigrovali po Únoru 1948. Syn Josef zůstal v Československu a v roce 1949 ho zatkla Státní bezpečnost, po Sametové revoluci restituoval majetek.